# Glenognatha
Glenognatha là một chi nhện trong họ Tetragnathidae.